# Cafeína
La cafeína es un antioxidante alcaloide del grupo de las xantinas, sólido cristalino, blanco y de sabor amargo, que actúa como una droga psicoactiva, estimulante del sistema nervioso central, por su acción antagonista no selectiva de los receptores de adenosina. La cafeína fue descubierta en 1819 por el químico alemán Friedrich Ferdinand Runge: fue él quien acuñó el término Kaffein, un compuesto químico presente en el café, término que pasaría posteriormente al español como cafeína. La cafeína recibe también otros nombres (guaranina, teína, mateína) relativos a las plantas de donde se puede extraer y porque contiene otras sustancias que aparecen en esos casos. La denominada guaranina del guaraná, mateína de la yerba mate, y la teína del té, son en realidad la misma molécula de cafeína, hecho que se ha confirmado en análisis de laboratorio. Estas plantas contienen algunos alcaloides adicionales como los estimulantes cardíacos teofilina y teobromina y a menudo otros compuestos químicos como polifenoles, que pueden formar complejos insolubles con la cafeína.
Es consumida por los humanos principalmente en infusiones extraídas del fruto de la planta del café y de las hojas del arbusto del té, así como también en varias bebidas y alimentos que contienen productos derivados de la nuez de cola. Otras fuentes incluyen la yerba mate, guayusa, el fruto de la guaraná, y el acebo Yaupon.
En los humanos, la cafeína es un estimulante del sistema nervioso central que produce un efecto temporal de restauración del nivel de alerta y eliminación de la somnolencia. Las bebidas que contienen cafeína, tales como el café, el té, el mate, algunas bebidas no alcohólicas (especialmente los refrescos de cola) y las bebidas energéticas gozan una gran popularidad. La cafeína es la sustancia psicoactiva más ampliamente consumida en el mundo. En Norteamérica, el 90 % de los adultos consumen cafeína todos los días. En los Estados Unidos, la Food and Drug Administration (Administración de Drogas y Alimentos) se refiere a la cafeína como una "sustancia alimentaria Generalmente Reconocida Como Segura (Generally Recognized As Safe) utilizada para múltiples propósitos".
La cafeína tiene propiedades diuréticas, si se administra en dosis suficientes a individuos que no tienen tolerancia a ella. Los consumidores regulares, sin embargo, desarrollan una fuerte tolerancia a este efecto, y los estudios generalmente no han podido demostrar la creencia general de que el consumo regular de bebidas cafeinadas contribuye significativamente a la deshidratación.

## Presencia en la naturaleza y productos elaborados
La cafeína se encuentra en muchas especies de plantas, donde actúa como pesticida natural. Según ciertos estudios, los altos niveles de cafeína presentes en plantas jóvenes que aún están desarrollando follaje pero carecen de protección mecánica logran paralizar y matar ciertos insectos que se alimentan de la planta. Se han encontrado también altos niveles de cafeína en los suelos alrededor de los vástagos en los granos de café germinados. Se deduce de ello que la cafeína tiene una función natural no sólo como pesticida natural sino también en calidad de sustancia inhibidora de la germinación de otros granos cercanos de café dando por lo tanto mejor oportunidad de supervivencia a las plantas en crecimiento.
Las fuentes de cafeína más comúnmente usadas son el café, el té y en menor medida el cacao. Otras fuentes de cafeína usadas con menor frecuencia incluyen las plantas de yerba mate, guaraná, y el yaupon, las cuales a veces son utilizadas en la preparación de infusiones y bebidas energéticas. 
Dos de los nombres alternativos de la cafeína, mateína y guaranina, son derivados de los nombres de estas plantas. Algunos entusiastas de la yerba mate afirman que la mateína es en realidad un estereoisómero de la cafeína, por lo que sería una sustancia completamente distinta. Esto no es cierto puesto que la cafeína es una molécula no quiral y por lo tanto no tiene enantiómeros, ni tampoco tiene otros estereoisómeros. La disparidad en la experiencia y los efectos entre las variadas fuentes naturales de cafeína podría deberse al hecho de que las plantas que son fuente de cafeína también contienen mezclas ampliamente variables de otros alcaloides xantínicos, incluyendo los estimulantes cardíacos teofilina y teobromina, así como otras sustancias que junto a la cafeína pueden formar complejos insolubles, como los polifenoles.
Una de las fuentes primarias de cafeína en todo el mundo es el grano de café (la semilla de la planta de café), del cual se prepara la bebida de café. El contenido de cafeína en el café varía ampliamente dependiendo del tipo de grano de café y el método de preparación usados; incluso los granos que se encuentran en un mismo arbusto pueden presentar variaciones en la concentración. En general, una porción de café varía entre 40 miligramos para un expreso de unos 30 mililitros de la variedad arábica, hasta cerca de 100 miligramos para una taza (120 mililitros) de café. Generalmente el café tostado tiene menos cafeína que el café claro porque el proceso de tostado reduce el contenido de cafeína del grano. El café de la variedad arábica normalmente contiene menos cafeína que el de la variedad robusta. El café también contiene cantidades traza de teofilina, pero no de teobromina.
El té es otra fuente común de cafeína. A pesar de que el té contiene más cafeína que el café, una porción típica contiene una cantidad mucho menor, puesto que el té se prepara normalmente en una infusión mucho más diluida. Además de la mayor o menor concentración de la infusión, las condiciones de crecimiento, las técnicas de procesamiento y otras variables también afectan al contenido de cafeína. Ciertos tipos de té pueden contener más cafeína que otros. El té contiene pequeñas cantidades de teobromina y niveles ligeramente más altos de teofilina que el café. La preparación y otros factores tienen un impacto significativo en el té, y el color es un indicador muy pobre del contenido de cafeína. Algunas variedades como el té verde pálido japonés gyokuro, por ejemplo, contienen más cafeína que otros más oscuros como el lapsang souchong, que contiene muy poca.
La cafeína es también un ingrediente común de muchas bebidas no alcohólicas (especialmente bebidas gaseosas), como refrescos de cola originalmente preparados a partir de la nuez de cola. Estas bebidas contienen típicamente entre 10 y 50 miligramos de cafeína por ración. En contraste, las bebidas energéticas pueden contener más de 80 miligramos de cafeína por ración. La cafeína en estas bebidas está presente en los ingredientes usados en ellas, o se añade. El guaraná, un ingrediente primario en las bebidas energéticas, contiene grandes cantidades de cafeína con pequeñas cantidades de teofilina y teobromina junto a un excipiente natural que produce una lenta liberación de estas sustancias.

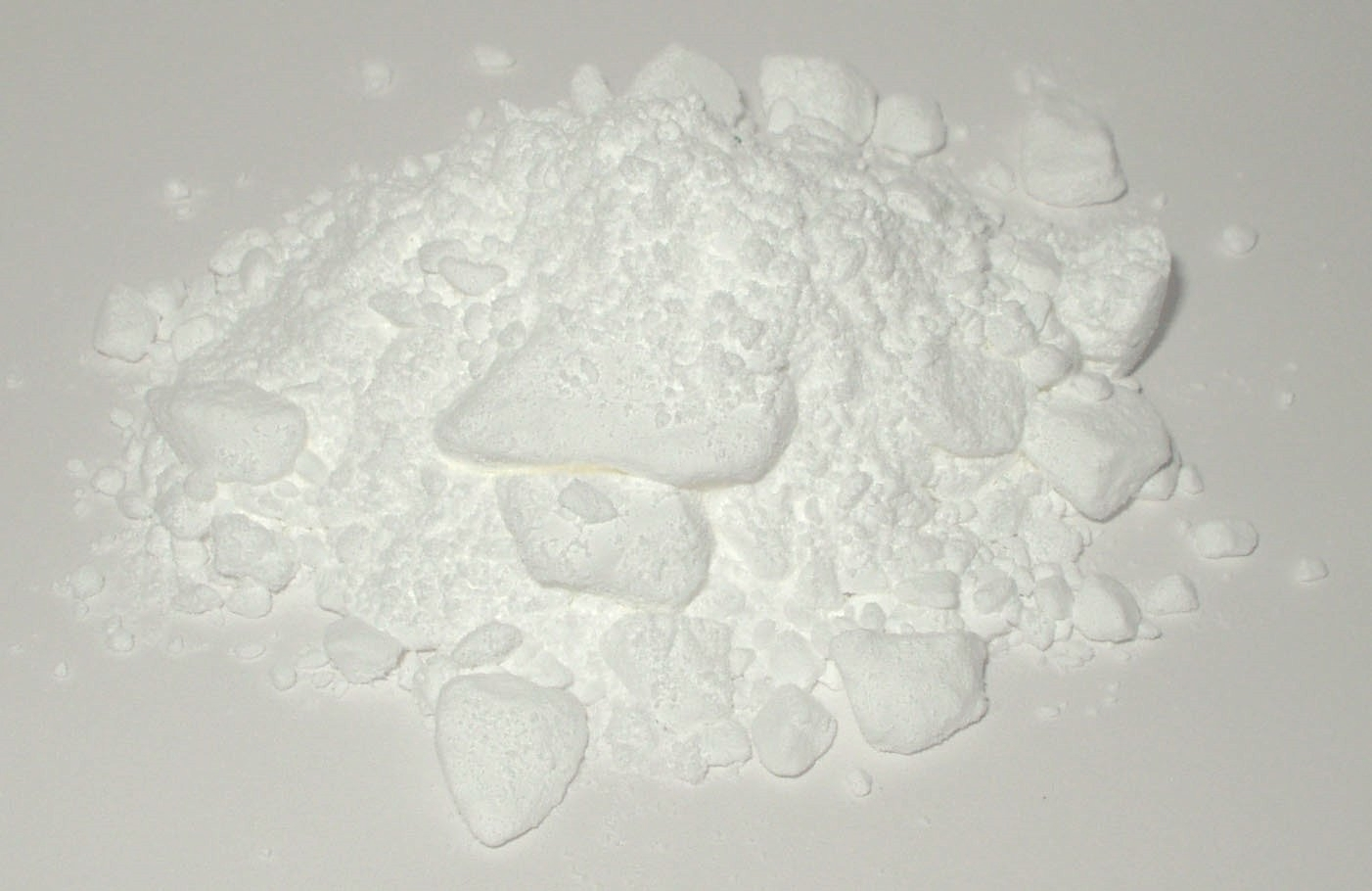
Cafeína pura

En los años recientes algunos fabricantes han comenzado a añadir cafeína a productos de higiene como el champú y el jabón, asegurando que la cafeína puede absorberse a través de la piel. La efectividad de tales productos, sin embargo, no ha sido comprobada, y es probable que tengan poco efecto sobre el sistema nervioso central ya que la cafeína no se absorbe con facilidad a través de la piel.
| Producto                            | Tamaño de la ración | Cafeína por ración (mg) | Cafeína por litro (mg) |
| ----------------------------------- | ------------------- | ----------------------- | ---------------------- |
| Pastillas de cafeína (normal)       | 1 pastilla          | 100                     | —                      |
| Pastillas de cafeína (extra fuerte) | 1 pastilla          | 200                     | —                      |
| Excedrin pastillas                  | 1 pastilla          | 65                      | —                      |
| Chocolate (45 % cacao)              | 1 barrita (43 g)    | 31                      | —                      |
| Chocolate con leche (11 % cacao)    | 1 barrita (43 g)    | 10                      | —                      |
| Café (cafetera doméstica)           | 207 mL              | 80-135                  | 386-652                |
| Café (cafetera de filtro)           | 207 mL              | 115-175                 | 555-845                |
| Café, descafeinado                  | 207 mL              | 5-15                    | 24-72                  |
| Café, espresso                      | 44–60 mL            | 100                     | 1691–2254              |
| Té negro                            | 177 mL              | 50                      | 282                    |
| Té verde                            | 177 mL              | 30                      | 169                    |
| Coca-Cola                           | 355 mL              | 34                      | 96                     |
| Mountain Dew                        | 355 mL              | 54.5                    | 154                    |
| Jolt Cola                           | 695 mL              | 280                     | 402                    |
| Red Bull                            | 250 mL              | 80                      | 320                    |
| Yerba mate, Guayakí                 | 6g (hojas sueltas)  | 85                      | aprox. 358             |

Algunos fabricantes comercializan pastillas de cafeína, aduciendo que la cafeína de calidad farmacéutica favorece la alerta mental. Estos efectos han sido sugeridos por estudios que muestran que el uso de cafeína (ya sea en forma de pastillas o no) origina un descenso en la sensación de fatiga y un aumento en la capacidad de atención. Estas pastillas son comúnmente usadas por estudiantes que se preparan para sus exámenes y por personas que trabajan o conducen durante muchas horas.

## Descubrimiento y síntesis
En 1819, el químico alemán Friedlieb Ferdinand Runge aisló por primera vez una cafeína relativamente pura. Realizó este trabajo a petición de Johann Wolfgang von Goethe. Pierre Joseph Pelletier y Pierre Jean Robiquet la describieron en 1821. M. Oudry aisló la teína del té en 1827, y Gerardus Mulder y Jobst demostraron en 1838, que se trataba de la misma sustancia que la cafeína. La estructura de la cafeína fue elucidada hacia el final del siglo XIX por Hermann Emil Fischer que fue el primero en conseguir su síntesis total. Fischer fue por otra parte premiado con el Premio Nobel de química en 1902 en parte por este trabajo.
El carácter aromático de la cafeína se debe a que los átomos de nitrógeno están prácticamente en un mismo plano (en el orbital de hibridación sp²). Generalmente la cafeína no se produce por síntesis porque está disponible en grandes cantidades como subproducto de la decafeinización.
Se puede sintetizar la cafeína a partir de la dimetilurea y del ácido malónico.

## Historia
Los humanos han consumido cafeína desde la Edad de Piedra. Los pueblos antiguos descubrieron que masticar la corteza y hojas de ciertas plantas tenía el efecto de aliviar la fatiga, estimular el estado de alerta y elevar el ánimo. Sólo mucho después se descubrió que el efecto de la cafeína se incrementaba al remojar tales plantas en agua caliente.[cita requerida] Muchas culturas tienen leyendas que atribuyen el descubrimiento de tales plantas a personas que habrían vivido muchos miles de años antes, como es el caso del emperador chino Shennong.
Según una leyenda popular china, Shennong habría reinado alrededor del 3000 AC, descubrió accidentalmente que cuando algunas hojas caían en agua hirviendo, el resultado era una bebida aromática y restauradora. Shennong también es mencionado en el Cha Jing de Lu Yu, el famoso primer trabajo monográfico sobre el té. La historia del café ha sido registrada desde el siglo IX. En esa época los granos de café sólo estaban disponibles en el hábitat natural de la planta, Etiopía. Una leyenda popular atribuye su descubrimiento a un criador de cabras llamado Kaldi, el cual aparentemente habría observado que las cabras se tornaban eufóricas y perdían el sueño por las noches después de haber pastado junto a los arbustos de café y, habiendo probado los frutos que las cabras habían estado comiendo, experimentó la misma vitalidad. La primera mención literaria del café podría ser una referencia a Bunchum en los trabajos del médico persa del siglo IX Al-Razi. En 1587, Malaye Jaziri compiló un trabajo trazando la historia y las controversias legales del café, titulado Undat al safwa fi hill al-qahwa. En este trabajo, Jaziri registró que un jeque, Jamal-al-Din al-Dhabhani, muftí de Adén, fue el primero en adoptar el uso del café en 1454, y que en el siglo XV los sufís de Yemen usaban café para mantenerse despiertos durante las oraciones de forma rutinaria.
Cerca del final del siglo XVI, el uso del café fue registrado por un europeo residente en Egipto, y alrededor de este periodo se introduce su uso general en el Oriente próximo. La apreciación del café como bebida en Europa, donde fue conocido inicialmente como «vino árabe», data del siglo XVII. Durante este período se establecieron «casas de café», abriéndose las primeras en Constantinopla y Venecia.
Tras Italia, se extendió por España, y de ahí pasó a Francia. Su apogeo se inicia en el Sitio de Viena, en 1683. Marco d'Aviano, padre capuchino, usó el café abandonado por los turcos en su retirada, hizo una infusión y la mezcló con nata.
El café era considerado una medicina y un afrodisíaco, lo cual le mereció el calificativo de "diabólico" por parte algunos miembros de la Iglesia Católica. Es muy conocida la anécdota (de cuya veracidad hay dudas) que protagonizó Clemente VIII, cuyos consejeros querían prohibir el café definitivamente. El papa, antes de tomar tal decisión, quiso probar la bebida y declaró "Questa bevanda del diavolo è così buona... che dovremmo cercare di ingannarlo e battezzarlo" (Esta bebida del diablo es tan buena... que deberíamos ver cómo engañarlo y bautizarla). Tras la aprobación papal, su consumo fue en aumento. Otra versión indica que el médico personal del papa, Andrea Cesalpino, le recetó café para mitigar los trastornos emocionales que sufría el pontífice (probablemente ansiedad o trastorno bipolar). Cesalpino era también botánico y fue el primero en Europa en describir en detalle la planta del café, incluyendo los efectos de la cafeína.
En Gran Bretaña, las primeras casas de café se abrieron en Londres en 1652, en St Michael’s Alley, Cornhill. Pronto también se volvieron populares en toda Europa Oriental, y jugaron un papel significativo en las relaciones sociales durante los siglos XVII y XVIII.
Como se ha mencionado, tanto la nuez de cola, como el fruto del café y la hoja de té, tienen orígenes antiguos. Es masticada en varias culturas africanas occidentales, de forma individual o en encuentros sociales, para restaurar la vitalidad y aplacar la sensación de hambre. En 1911, la cola se convirtió en el foco de atención de uno de los primeros temores documentados sobre la salud, cuando el gobierno de los Estados Unidos incautó 40 toneles y 20 barriles de sirope de la bebida Coca-Cola en Chattanooga, Tennessee, alegando que la cafeína en su bebida era «perjudicial para la salud». El 13 de marzo de 1911, el gobierno inició el caso de Los Estados Unidos versus cuarenta toneles y 20 barriles de Coca-Cola, esperando forzar a Coca-Cola a que eliminara la cafeína de su fórmula alegando argumentos como que el uso excesivo de Coca-Cola en un colegio de señoritas condujo a «desenfrenos nocturnos, quebrantamiento de las reglas de la escuela y de los modales femeninos, e incluso propiciando inmoralidades». A pesar de que el juez falló a favor de la Coca-Cola, se introdujeron dos iniciativas de ley en la Cámara de Representantes en 1912 con el fin de enmendar el Acta de Alimentos Puros y Drogas, agregando la cafeína a la lista de sustancias «creadoras de hábito» y «dañinas» que debían listarse en la etiqueta de los productos.

## Propiedades químicas

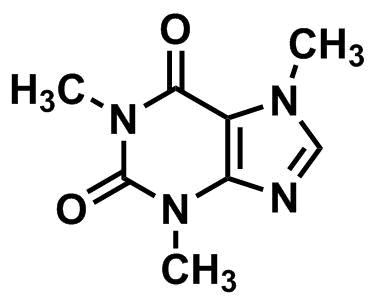
Esquema molecular de la cafeína (se omiten algunos átomos de carbono y de hidrógeno)

La cafeína es un alcaloide de la familia metilxantinas, cuyos metabolitos incluyen los compuestos teofilina y teobromina, con estructura química similar y similares efectos (aunque de menor intensidad a las mismas dosis). En estado puro es un polvo blanco muy amargo. Fue descubierta en 1819 por Runge y descrita en 1821 por Pelletier y Robiquet.
Su fórmula química es C8H10N4O2, su nombre sistemático es 1,3,7-trimetilxantina o 3,7-dihidro-1,3,7-trimetil-1H-purina-2,6-diona y su estructura puede verse en los diagramas incluidos.

Molécula 3D de cafeína

Una taza de café contiene de 80 (instantáneo) a 125 (filtrado) mg de cafeína. El café descafeinado, en España, debe contener una cantidad de cafeína no superior al 0,3 %. La cafeína se puede conseguir también en píldoras estimulantes de hasta 800 mg.
A continuación se muestra su comportamiento ácido-base.

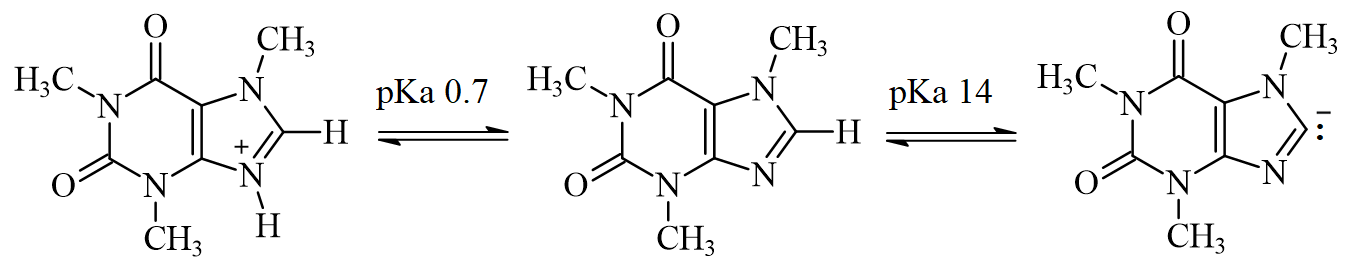
Reacciones ácido y base de la cafeína

## Farmacología
El consumo global de cafeína fue estimado en 120 000 toneladas por año, convirtiéndola así en la sustancia psicoactiva más popular. La cafeína es un estimulante metabólico y del sistema nervioso central, y es usada tanto recreacionalmente como médicamente para reducir la fatiga física y restaurar el estado de alerta mental en los casos que exista una inusual debilidad o aletargamiento. La cafeína y otros derivados de metilxantina se usan también en recién nacidos para tratar la apnea y para corregir latidos irregulares. La cafeína activa el sistema nervioso central a niveles más altos, provocando un incremento en la alerta y en la vigilia, un flujo de pensamiento más rápido y claro, un aumento de la atención y una mejora de la coordinación corporal. Luego actúa a nivel de la médula espinal cuando se encuentra en dosis altas. Una vez dentro del cuerpo, posee una química compleja que actúa a través de diferentes mecanismos de acción que se describen más abajo.

### Metabolismo y vida media

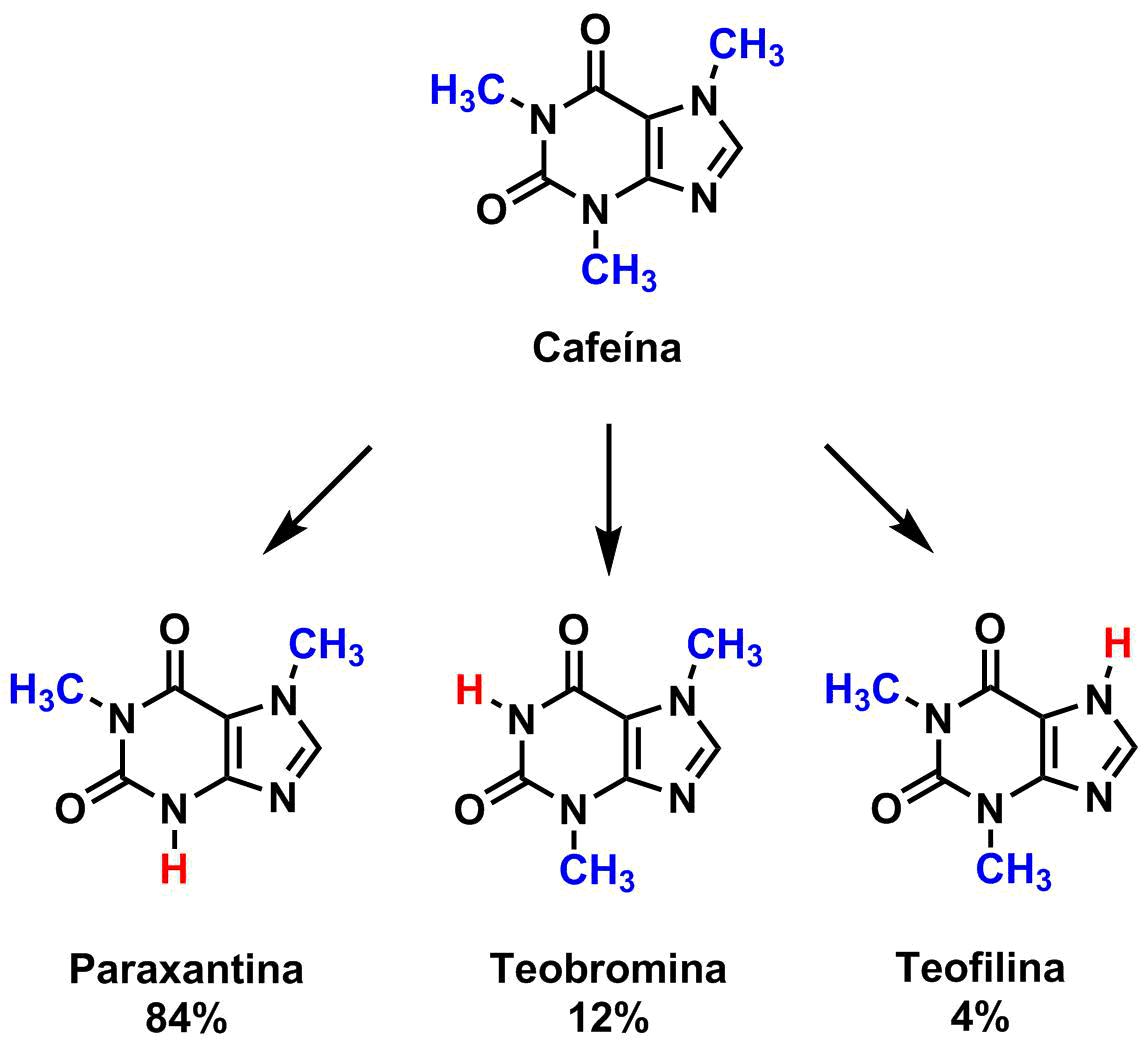
La cafeína se metaboliza en el hígado en tres metabolitos primarios.

El estómago y el intestino delgado absorben la cafeína del café y otras infusiones durante los 45 minutos que siguen a la ingesta para luego ser distribuida a través de todos los tejidos del cuerpo. Los efectos de la cafeína comienzan a notarse a los 10 minutos Su eliminación sigue una cinética de primer orden. La cafeína puede ser ingerida también por vía rectal, como demuestra la prescripción de supositorios de tartrato de ergotamina y cafeína (para el alivio de la migraña), y clorobutanol y cafeína (para el tratamiento de la hiperémesis).
La vida media de la cafeína —esto es, el tiempo requerido para que el cuerpo elimine la mitad de la cantidad total inicial de cafeína— varía ampliamente entre individuos de acuerdo a ciertos factores como la edad, función hepática, embarazo, algunas drogas concurrentes y el nivel de enzimas en el hígado necesarias para el metabolismo de la cafeína. En adultos sanos, la vida media de la cafeína es de unas 4-9 horas. En mujeres bajo administración de anticonceptivos de vía oral, la vida media es de 5-10 horas., y en mujeres embarazadas la vida media es de aproximadamente de 9-11 horas. La cafeína puede acumularse en individuos con enfermedades hepáticas severas, incrementando su vida media incluso hasta 96 horas. En bebés y niños la vida media puede ser más amplia que en adultos; la vida media en un recién nacido puede ser de hasta 30 horas. Otros factores como el tabaquismo pueden acortar el tiempo de vida media de la cafeína. La fluvoxamina reduce la eliminación de cafeína en un 91,3 %, y prolonga su vida media una 11,4 veces respecto a la normal (esto es de 4,9 horas a 56 horas).
La cafeína es metabolizada en el hígado por el sistema enzimático del Citocromo P450 oxidasa (específicamente, la isoenzima 1A2) en tres productos metabólicos de la dimetilxantina, donde cada uno posee sus propios efectos en el cuerpo, que son:
- Paraxantina (84 %): Incrementa la lipolisis induciendo el incremento de niveles de glicerol y ácidos grasos libres en el plasma sanguíneo.
- Teobromina (12 %): Dilata los vasos sanguíneos e incrementa el volumen de orina. La teobromina es también el principal alcaloide en el cacao.
- Teofilina (4 %): Relaja el músculo liso de los bronquios y es así usado para el tratamiento del asma. Sin embargo, la dosis terapéutica de teofilina es de un múltiplo mayor al obtenido por el metabolismo de la cafeína.

Cada uno de estos metabolitos es luego metabolizado y excretado en la orina.

### Mecanismo de acción

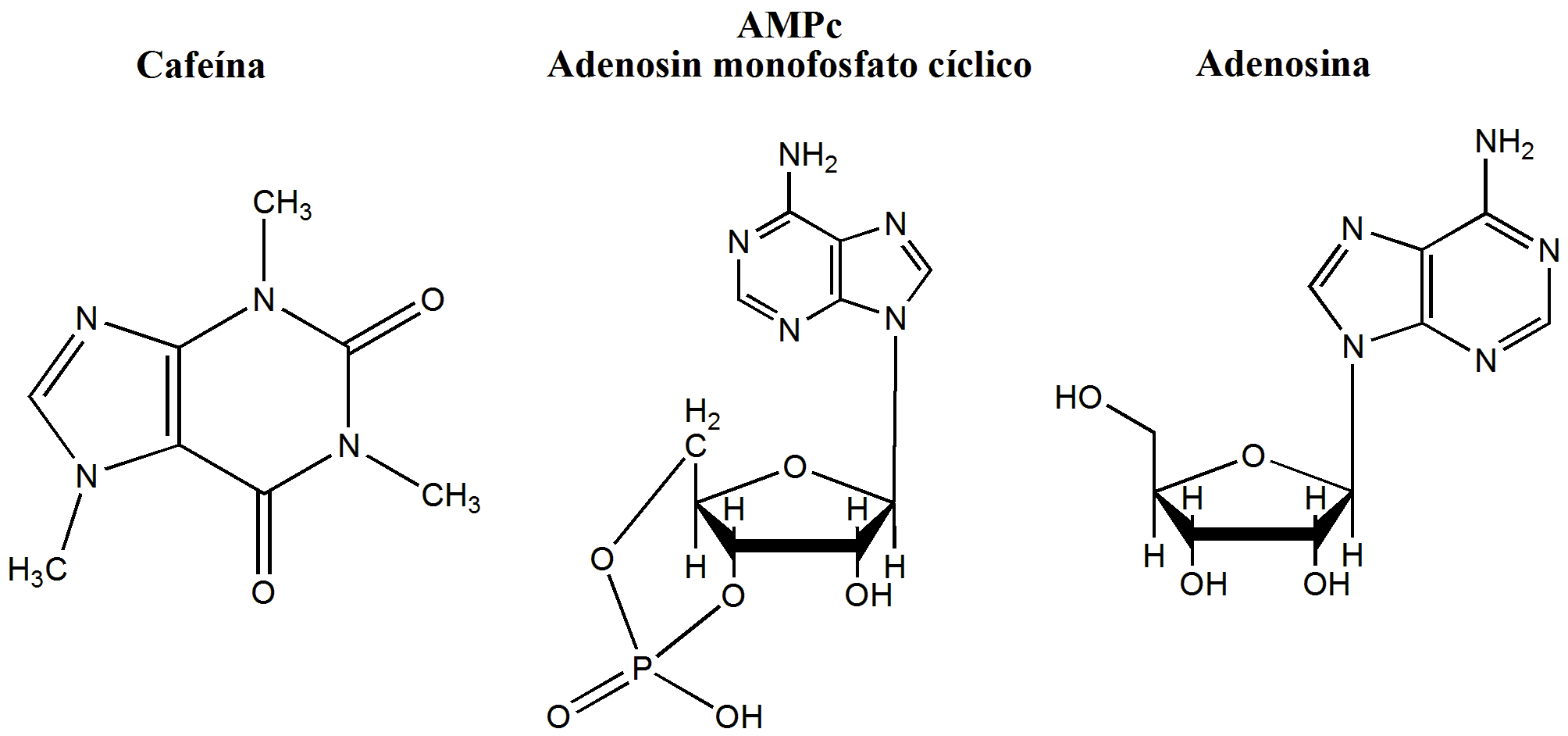
Moléculas de: cafeína(izq), AMPc (centro) y adenosina (der)

El principal modo de acción de la cafeína es como un antagonista de los receptores de adenosina que se encuentran en las células del cerebro.
La cafeína cruza fácilmente la barrera hematoencefálica que separa a los vasos sanguíneos del encéfalo. Una vez en el cerebro, el principal modo de acción es como un antagonista no selectivo del receptor de adenosina. La molécula de cafeína es estructuralmente similar a la adenosina y por lo tanto se une a los receptores de adenosina en la superficie de las células sin activarlos (un mecanismo de acción "antagonista"). Entonces, la cafeína actúa como un inhibidor competitivo.
La adenosina se encuentra en casi cualquier parte del cuerpo, debido a que desempeña un papel fundamental en el metabolismo energético relacionado al ATP, pero en el cerebro, la adenosina desempeña funciones especiales. Existen evidencias que indican que las concentraciones de adenosina cerebral se ven aumentadas por varios tipos de estrés metabólico, entre los cuales citamos: hipoxia e isquemia. La evidencia indica también que la adenosina cerebral actúa protegiendo el cerebro mediante la supresión de la actividad neuronal y también mediante el incremento del flujo sanguíneo a través de los receptores A2A y A2B ubicados en el músculo liso vascular. Al contrarrestar a la adenosina, la cafeína reduce el flujo cerebral de reposo en 22 a 30 %. La cafeína también posee un efecto desinhibitorio general sobre la actividad neuronal. De todas formas, no se ha demostrado cómo esos efectos causan un incremento en la vigilia y la alerta.

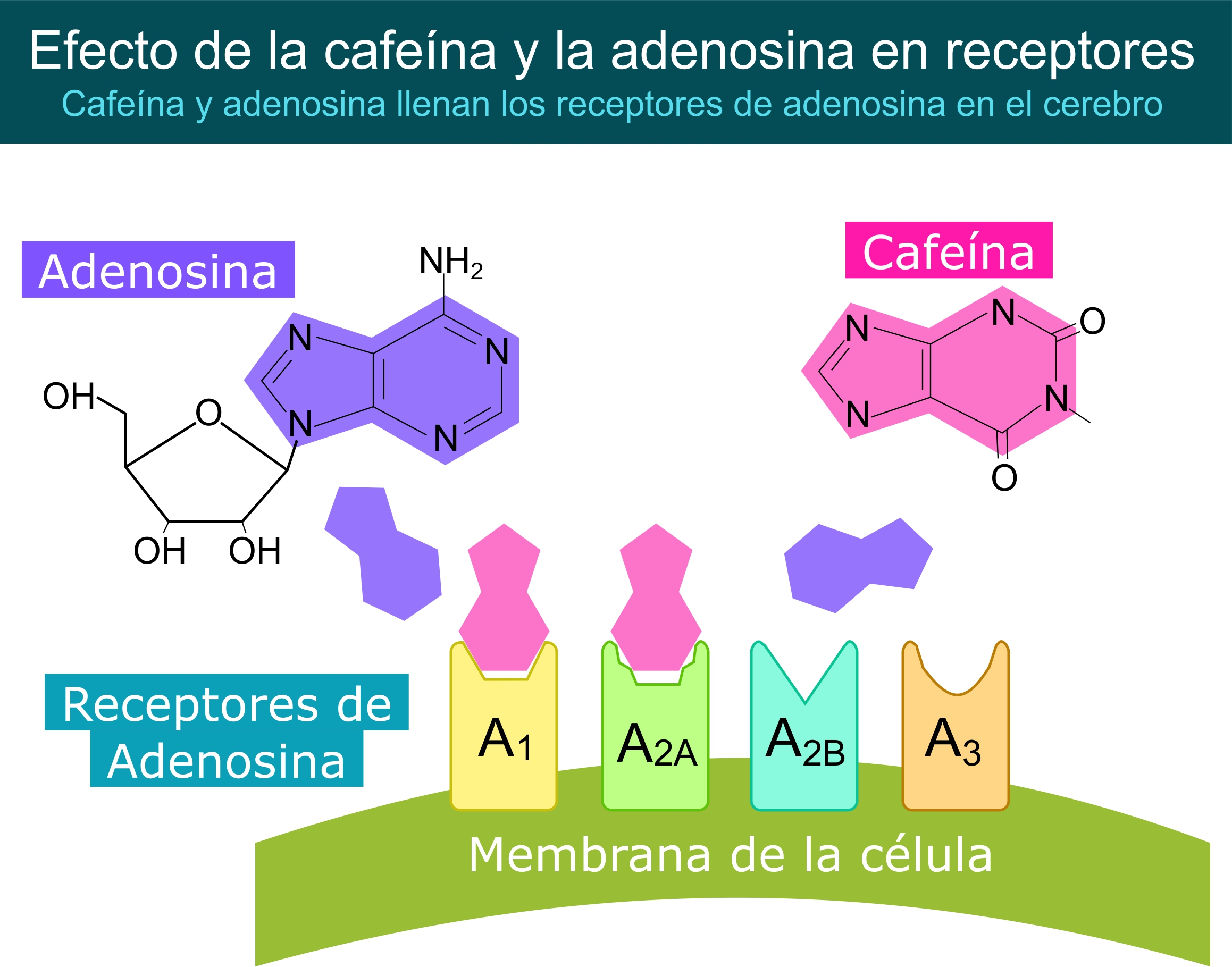
Efecto de la cafeína sobre los receptores de adenosina en el cerebro

La adenosina es liberada al cerebro mediante un mecanismo complejo. Hay evidencia que indica que la adenosina funciona como un neurotransmisor liberado en los espacios sinápticos en algunos casos, sin embargo, los incrementos de adenosina relacionada con el estrés, parecerían ser producidos principalmente mediante el metabolismo extracelular del ATP. Ciertamente, la adenosina no es el neurotransmisor primario de ningún grupo de neuronas, pero es liberada junto a otros neurotransmisores por algunos tipos de neuronas. A diferencia de muchos neurotransmisores, al parecer, la adenosina no es almacenada en vesículas que son dependientes del voltaje, por lo cual, la posibilidad de que se dé ese mecanismo no ha sido completamente descartada.
Varias clases de receptores de adenosina han sido descritos, cada una con ubicaciones anatómicas diferentes. Los receptores A1 están ampliamente distribuidos y actúan inhibiendo la absorción de calcio. Los receptores A2A están densamente concentrados en los ganglios basales, un área que desempeña un papel crítico en el control del comportamiento, pero también pueden ser encontrados en otras partes del cerebro pero en densidades más bajas. Hay evidencia de que los receptores A 2A interactúan con el sistema dopaminérgico, el cual está involucrado en el estado de vigilia y recompensa. Los receptores A2A pueden ser hallados también en las paredes arteriales y en las membranas celulares de las células de la sangre.
Más allá de sus efectos de neuroprotección, existen razones para creer que la adenosina puede estar más específicamente involucrada en el control de los ciclos de sueño-vigilia. Robert McCarley y sus colegas opinan que la acumulación de adenosina puede ser una causa primaria de la sensación de sueño que sigue a una prolongada actividad mental, y que los efectos pueden ser mediados tanto por inhibición de las neuronas promotoras de la vigilia mediante los receptores A1, y por la activación de las neuronas promotoras del sueño mediadas por efectos indirectos en los receptores A2A. Estudios recientes han aportado evidencias adicionales sobre la importancia de los receptores A2A, pero no para los A1.

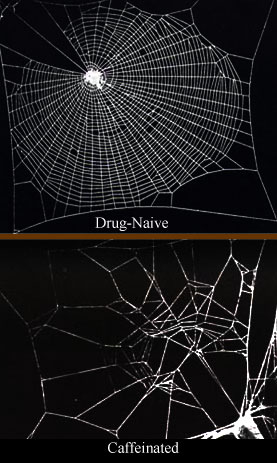
La cafeína también posee un efecto significativo en las arañas, el cual se ve reflejado en la construcción irregular de sus telarañas.

Algunos de los efectos secundarios de la cafeína son probablemente causados por efectos no relacionados con la adenosina. Como otras xantinas metiladas, la cafeína es también un:
1. Inhibidor competitivo y no selectivo de la fosfodiesterasa[38] el cual aumenta el cAMP intracelular, activa la PKA, e inhibe el TNF-alfa[39][40] y la síntesis del leucotrieno,[41] reduce la inflamación y el sistema inmunitario innato[41] y
2. Antagonista no selectivo del receptor de adenosina[33]

Los inhibidores de fosfodiesterasa ejercen su inhibición sobre las enzimas cAMP-fosfodiesterasa (cAMP-PDE), que convierten al AMP cíclico en su forma no cíclica dentro de las células, entonces, de esta manera permiten la producción de AMPc dentro de las células. El AMP cíclico participa en la activación de la proteína quinasa A (PKA) que inician a su vez la fosforilación de enzimas específicas que intervienen en la síntesis de glucosa. Mediante el bloqueo de su degradación, la cafeína intensifica y prolonga los efectos de la epinefrina y las drogas tipo epinefrina como las anfetaminas, metanfetaminas o metilfenidatos. A su vez, las concentraciones altas de AMPc en las células parietales provocan un aumento en la activación de la proteína quinasa A dependiente de AMPc que a su vez incrementa la activación de la bomba de protones, específicamente la H+/K+ ATPasa, teniendo como efecto último, un incremento en la secreción de jugos gástricos ácidos.
El AMP cíclico también incrementa la actividad de la corriente If, que a su vez, incrementa directamente la frecuencia cardíaca. La cafeína es también un análogo estructural de la estricnina y como ella (aunque mucho menos potente) es un antagonista competitivo de los receptores ionotrópicos de glicina.
También los metabolitos de la cafeína contribuyen a sus efectos. La paraxantina es responsable del incremento del proceso de lipolisis, el cual libera glicerol y ácidos grasos al torrente sanguíneo para que sean usados como energía por los músculos. La teobromina es un vasodilatador que aumenta la cantidad de flujo de oxígeno y nutrientes al cerebro y músculos. La teofilina actúa como un relajante del músculo liso que afecta principalmente a los bronquiolos y también actúa como una sustancia cronotrópica e inotrópica incrementando la frecuencia cardíaca y su eficiencia.

### Interacciones farmacológicas
- La concentración de cafeína en el organismo puede disminuir con la inducción de su metabolismo a nivel del CYP1A2 que lo producen entre otros: el humo del tabaco, carne carbonizada o un descenso del índice de grasa corporal. De esta forma los fumadores que consumen café y abandonan el hábito tabáquico pueden doblar las concentraciones plasmáticas de cafeína llegando a presentar síntomas de intoxicación.
- La concentración de cafeína también puede verse aumentada en el organismo si se inhibe su metabolismo, mediante procesos fisiológicos/patológicos como el final del embarazo, enfermedad hepática u obesidad. También hay sustancias como el alcohol, zumo de pomelo o fármacos (ketoconazol, fluoxetina, paroxetina…) que producen este efecto.

- La cafeína también puede aumentar la absorción de paracetamol, ácido acetilsalicílico y ergotamina aumentando de este modo su biodisponibilidad. Por otro lado, la cafeína puede aumentar las concentraciones de teofilina y clozapina por interaccionar en su proceso de eliminación.

#### Ingesta de cafeína en pacientes psiquiátricos
Se sugiere un aumento en la educación pública sobre los potenciales problemas de salud asociados al consumo de cafeína, y se recomienda más control de la cafeína en el entorno psiquiátrico. El uso masivo de la utilización de cafeína en pacientes psiquiátricos puede acarrear la exacerbación de la sintomatología de dichos pacientes.
Se observa además interacciones farmacocinéticas y farmacodinámicas entre altas dosis de cafeína y fármacos antipsicóticos. Varios psicofármacos interaccionan con la cafeína in vitro formando precipitados insolubles, pudiendo ocurrir in vivo y evitando la absorción tanto de la cafeína como de los antipsicóticos y probablemente aumentando los síntomas psicóticos al ser menor la dosis de medicamento absorbida que la prescrita.
También se cita antagonismo competitivo entre la cafeína y algunas benzodiacepinas como es el diazepam en áreas de ligación del sistema nervioso central. Sugieren que la cafeína bloquea in vivo dichas áreas para las benzodiacepinas con altas dosis, dando consigo una inversión de los efectos tranquilizantes del diazepam provocando ansiedad en vez de efecto ansiolítico. Así como el uso de cafeína con los sedantes hipnóticos antagonizando su acción.

## Efectos en la salud

Efectos de la cafeína sobre la salud

El consumo en cantidades muy grandes puede provocar una intoxicación. Sus síntomas son: insomnio, nerviosismo, excitación, cara rojiza, aumento de la diuresis y problemas gastrointestinales. En algunas personas los síntomas aparecen cuando se consumen cantidades muy pequeñas, del orden de 250 mg por día. Más allá de un gramo al día puede producir contracciones musculares involuntarias conocidas como fasciculaciones, desvaríos, arritmia cardíaca, y agitaciones psicomotrices. Los síntomas de la intoxicación con cafeína son similares a los del pánico y de ansiedad generalizada, con efectos propios de drogas disociativas como la despersonalización. La LD50 estimada de la cafeína es de 10 g, cuyo equivalente es de un promedio de 100 tazas de café.
Diversas publicaciones científicas y entidades regulatorias, como la European Food Safety Authority (EFSA), advierten que el consumo creciente de bebidas y otros productos, con concentraciones considerables de cafeína tanto en el deporte como en otros ámbitos, puede tener efectos negativos sobre la salud, en particular entre niños y jóvenes.
La cafeína es vasoconstrictora, por lo cual se suele emplear junto con el paracetamol para el alivio rápido del dolor de cabeza. No obstante, por este motivo está contraindicada en caso de hipertensión arterial.
Otro efecto de la cafeína en el organismo es sobre los espermatozoides: a bajas dosis (1 vaso al día), tiene la capacidad de activar su movilidad, aumentando la probabilidad de éxito en la fecundación natural, pero su consumo en mayores dosis suele estar relacionado con problemas de infertilidad masculina.

### Efecto en niños
En niños sanos, la cafeína produce efectos modestos e inocuos. La Asociación Canadiense de Salud recomienda que a niños menores de 12 años, no se les suministre más de 2,5 miligramos de cafeína por kilogramo de peso corporal.
Estudios muestran que la cafeína puede usarse para tratar niños con déficit de atención. La investigación encontró que 200-300 mg de cafeína producen un efecto similar que el ritalin, sin sus efectos secundarios.
No obstante conviene advertir que la cafeína puede causar alteraciones del sueño ya que es un alcaloide psicoactivo y puede exacerbar la hiperactividad. Por lo que no es recomendable dar café, té ni bebidas tipo cola a niños menores de 12 años.

## Consumo de cafeína en el deporte
La cafeína fue estudiada por su posible beneficio en actividades deportivas que requieren capacidad de resistencia. Los primeros estudios demostraron la existencia de mejoras notables en la resistencia de los ciclistas al compararlas con las obtenidas cuando se consumía una bebida placebo.
Estudios recientes indican que la cafeína incrementa temporalmente la fuerza en deportes como la halterofilia.

## Controversias sobre la "mateína"
Según un estudio realizado en 2011 por un equipo de la Facultad de Ingeniería de la FCEIA liderado por T.A., es posible afirmar que la "mateína" no existe como tal. Este equipo llegó a la conclusión de que el estimulante natural presente en la yerba mate es en realidad cafeína.